# 廃藩置県

1871年（明治4年12月）の地方行政区画（冨山房『大日本読史地図』）

廃藩置県（はいはんちけん、旧字体：廢藩置縣）は、明治維新期の明治4年7月14日（1871年8月29日）に、明治政府がそれまでの藩を廃止して地方統治を中央管下の府又は県に一元化した行政改革である。ただし、沖縄県の近代史においては、琉球処分の一環として明治12年（1879年）に琉球藩を廃して沖縄県を設置したことを指す（#その他の異動を参照）。
300弱の藩を廃止してそのまま国直轄の県とし、その後県は統廃合された。2年前の版籍奉還によって知藩事とされていた大名には藩収入の一割が約束され、東京居住が強制された。知藩事および藩士への俸給は国が直接支払い義務を負い、のちに秩禄処分により削減・廃止された。また、藩の債務は国が引き継いだ。
なお本項では、廃藩置県によって設置された「県」の地理的規模を合理化するために、約4カ月後と5年後との2回にわたって実施された系統的な府県統合についても述べる。

## 背景
慶応3年12月9日（1868年1月3日）に勃発した王政復古の政変は、事実上の中央政府が江戸幕府から朝廷へ移っただけに過ぎず、新政府内部の中央集権化を進めようとする勢力にとっては各地に未だ残る大名領（藩）の存在をどうするかが問題であった。
明治2年6月17日（1869年7月25日） 274大名から版籍奉還が行われ土地と人民は明治政府の所轄する所となったが、各大名は知藩事（藩知事）として引き続き藩（旧大名領）の統治に当たり、これは幕藩体制の廃止の一歩となったものの現状はほとんど江戸時代と同様であった。版籍奉還の時点で、一気に郡県制と統一国家を目指す勢力も新政府内にあったが政争に敗れた。
一方、旧天領や旗本支配地等は政府直轄地として府と県が置かれ中央政府から知事（知府事・知県事）が派遣された。これを「府藩県三治制」という。なお「藩」という呼称は江戸時代からあったが、制度上で呼称されたのはこの時期が初めてであり、江戸幕府下では正式な制度として「藩」という呼称はなされなかった。したがって、公式に「藩」という制度が存在したのは、明治2年（1869年）の版籍奉還から明治4年（1871年）の廃藩置県までの2年間だけともいえる。
新政府直轄の府と県は合わせて全国の4分の1程度に過ぎず、また一揆などによって収税は困難を極めたため、新政府は当初から財源確保に苦しんだ。
当時、藩と府県（政府直轄地）の管轄区域は入り組んでおり、この府藩県三治制は非効率であった。また軍隊は各藩から派遣された藩兵で構成されており、統率性を欠いた。そして各藩と薩長新政府との対立、新政府内での対立が続いていた。戊辰戦争の結果、諸藩の債務は平均で年間収入の3倍程度に達していた。財政事情が悪化したため、また統一国家を目指すために、自ら政府に廃藩を願い出る藩も出ていた（鳥取藩主池田慶徳、名古屋藩主徳川慶勝、熊本藩主細川護久、盛岡藩主南部利恭など）。
明治3年12月19日（1871年2月8日）、大蔵大輔・大隈重信が「全国一致之政体」の施行を求める建議を太政官に提案して認められた。これは新国家建設のためには「海陸警備ノ制」（軍事）・「教令率育ノ道」（教育）・「審理刑罰ノ法」（司法）・「理財会計ノ方」（財政）の4つの確立の必要性を唱え、その実現には府藩県三治制の非効率さを指摘して府・藩・県の機構を同一のものにする「三治一致」を目指すものとした。3つの形態に分かれた機構を共通にしようとすれば既に中央政府から派遣された官吏によって統治される形式が採られていた「府」・「県」とは違い、知藩事と藩士によって治められた「藩」の異質性・自主性が「三治一致」の最大の障害となることは明らかであった。
薩摩藩、長州藩においては膨れ上がった軍事費が深刻な問題となっており、これに土佐藩を加えた三藩から新政府直属の親兵を差し出すことで問題を回避するとともに、中央集権化が図られた。
なお、寺社もまた藩と同様に農民に年貢を課す領地を持っていたが、廃藩置県に先立つ明治4年1月5日の上知令により境内を除いて国に没収された。

## 紀州藩（和歌山藩）の藩政改革
明治元年11月（1868年12月）、紀州藩第14代藩主・徳川茂承より藩政改革の全権を委任された津田出は、紀州藩の出身であった陸奥宗光に会い、郡県制度（版籍奉還・廃藩置県）、徴兵令の構想を伝える。
明治2年7月（1869年8月）、陸奥宗光は廃藩置県の意見書を提出するが、採用されず下野し、津田出らとともに紀州藩の藩政改革に参画する。
紀州藩の藩政改革は、郡県制の実施、無益高（藩主や藩士に払う家禄を10分の1に削減）を実施、カール・ケッペンらの指導によりプロシア式の洋式軍隊を創設し、四民皆兵の徴兵制度を整え、満20歳以上の男子には徴兵検査を受けさせた。また、藩主の下に執政を1人置き藩全体を統轄させた。執政の下に参政公議人を置き、執政の補佐や藩と中央政府との連絡を行った。また政治府と公用局、軍務局、会計局、刑法局、民政局の5局、教育を掌る所として学習館（後の和歌山大学）を設置した。それに加え、藩主の家計事務一切を藩政から分離する「藩治職制」を新設し、設置した。最低生活を保障する給与である無役高で禄高を10分の1に減額されたが、それぞれの官職についた者については文武役料が追加され、人材抜擢が行われた。この際、無役高のみの者に対しては、城下以外への移住、副業や内職のために農工商業を営むことが許され、これにより紀州藩での封建制度は崩壊した。なお、長州藩の鳥尾小弥太は、この改革に戊営副都督次席として参与している。この改革を西郷従道、西郷隆盛の代理で村田新八、山田顕義が見学した。この改革が、日本の近代国家建設のモデルケースとなり、明治4年（1871年）の廃藩置県、明治6年（1873年）の徴兵令に影響を与えた。

## 実行前夜
主に軍事面と財政面において中央集権体制を進める廃藩置県の必要性は次第に政府内で支持を増やしていた。一方で薩摩藩の島津久光などの近代化と中央集権化に反対する勢力も存在感を維持し、これらに対して大久保利通や木戸孝允などの新政府実力者は漸進的な姿勢をとらざるを得なかった。特に圧倒的な軍事力を抱える薩摩藩の動向は、大きな懸念材料となっており、薩摩藩出身の実力者たちは慎重な姿勢を見せていた。この現状に中間官僚たちは危機感を強めた。
7月4日（8月19日）、兵制の統一を求めていた山口藩出身の兵部少輔山縣有朋の下に居合わせた同藩出身の野村靖と同じく同藩出身で紀州藩の藩政改革に参与した鳥尾小弥太とが会話のうちにこの状況に対する危機感に駆られ、山縣に対して廃藩置県の即時断行を提議した。山縣は即座に賛成し、2人とともに有力者の根回しに走った。
翌日2人は、大蔵省を切り回し財政問題に悩む井上馨を味方に引き入れ、7月6日（8月21日）に、井上は木戸を、山縣は西郷隆盛を説得した。西郷は戊辰戦争後の薩摩藩における膨大な数の士卒の扶助に苦慮し、藩体制の限界を感じていた。薩摩藩で大きな支持を集める西郷の同意を得て、中央集権化を密かに目指していた大久保や木戸も賛成した。当初廃藩置県案は薩長両藩の間で密かに進められ、7月9日（8月24日）、西郷隆盛、大久保、西郷従道、大山厳、木戸、井上、山縣の7名の薩長の要人が木戸邸で案を作成した。その後に、公家、土佐藩、佐賀藩出身の実力者である三条実美・岩倉具視・板垣退助・大隈重信らの賛成を得た。
予想される抵抗に対しては、薩長土三藩出身の兵からなる強大な親兵をもって鎮圧することが計画された。

## 実行

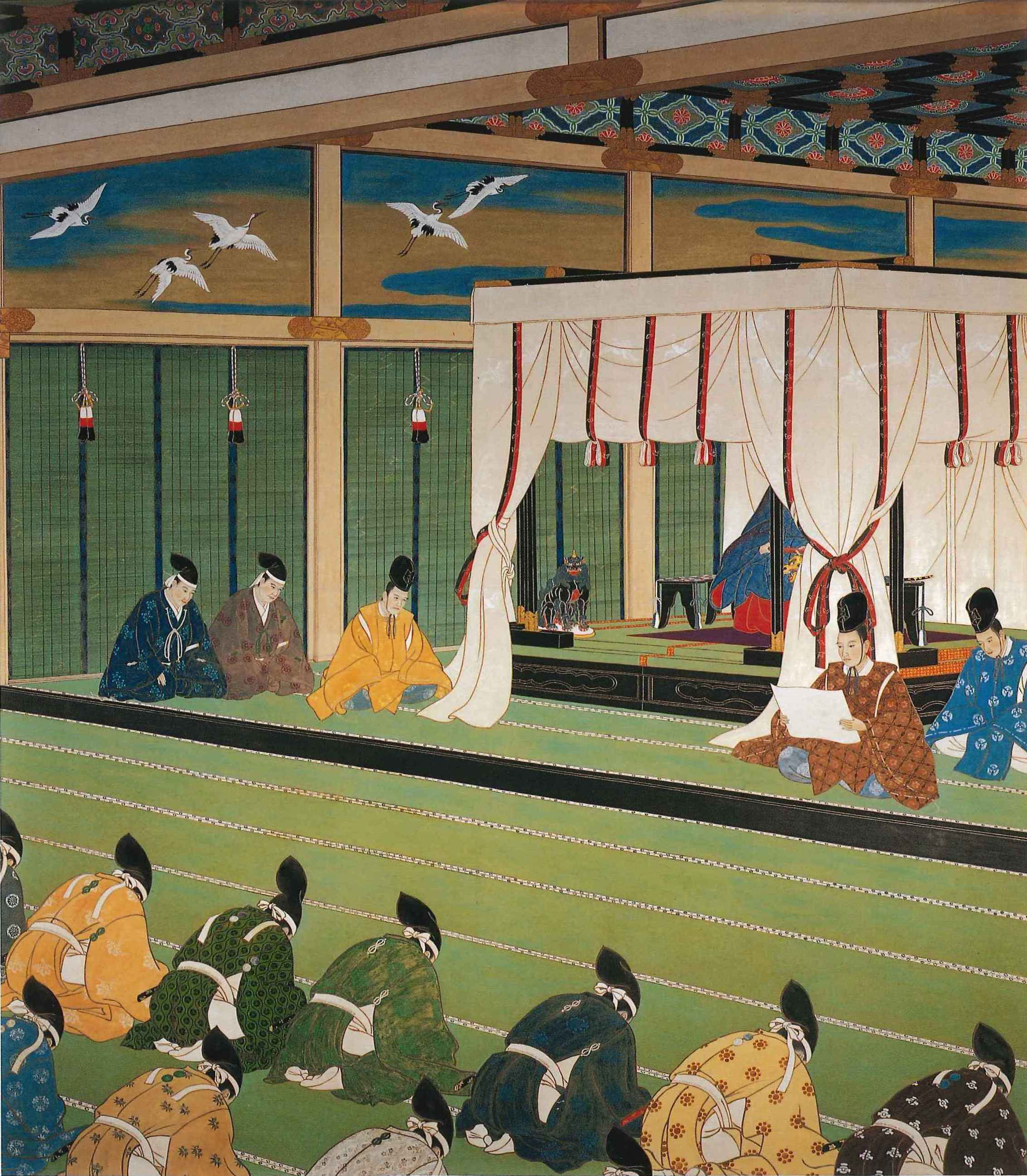
小堀鞆音筆『廃藩置県』（聖徳記念絵画館所蔵）

1871年8月29日（明治4年7月14日）14時、明治政府は在東京の知藩事を皇居に集めて廃藩置県を命じた。
10時に鹿児島藩知事・島津忠義、山口藩知事・毛利元徳、佐賀藩知事・鍋島直大及び、高知藩知事・山内豊範の代理を務める板垣を召し出し、廃藩の詔勅 を読み上げた。ついで名古屋藩知事・徳川慶勝、熊本藩知事・細川護久、鳥取藩知事・池田慶徳、徳島藩知事・蜂須賀茂韶に詔勅が宣せられた。午後にはこれら知藩事に加え在京中である56藩の知藩事が召集され、詔書が下された。
藩は県となって知藩事（旧藩主）は失職し、東京への移住が命じられた。旧藩主家の収入には、旧藩の収入の一割があてられ、旧藩士への家禄支給の義務および藩の債務から解放された。各県には知藩事に代わって新たに中央政府から県令が派遣された。なお同日、各藩の藩札は当日の相場で政府発行の紙幣と交換されることが宣された。
当初は藩をそのまま県に置き換えたため現在の都道府県よりも細かく分かれており、3府302県あった。また飛地が多く、地域としてのまとまりも後の県と比べると弱かった。そこで1871年（明治4年10-11月）には3府72県に統合された（第1次府県統合）。その後12月に、この府県の列順（序列）が布告されている。最初に東京・京都・大阪の3府の順、次に神奈川・兵庫・長崎・新潟の4県が定められた。これは明治政府が開港地を重要視していたためである。
その後、県の数は明治5年（1872年）3府69県、1873年（明治6年）3府60県、1875年（明治8年）3府59県、1876年（明治9年）3府35県（第2次府県統合）と合併が進んだ。しかし、今度は逆に面積が大き過ぎるために地域間対立が噴出したり事務量が増加するなどの問題点が出て来た。そのため、次は（1881年〈明治14年〉に堺県が大阪府に合併したことを除いて）分割が進められ、1889年（明治22年）には3府42県となって最終的に落ち着いた。
統合によってできた府県境は、令制国のものと重なる部分も多い。また、石高で30-60万石程度（後には90万石まで引き上げられた）にして行財政の負担に耐えうる規模とすることを心がけたと言う。
また、新しい県令などの上層部には旧藩とは縁のない人物を任命するため、その県の出身者を起用しない方針を採った。しかし、幾つかの有力諸藩ではこの方針を貫徹できず（とはいえ、1873年〈明治6年〉までには大半の同県人県令は廃止されている）、鹿児島県令の大山綱良のように数年に渡って県令を務めて一種の独立政権のような行動をする者もいた。
一方、その中で山口県（旧長州藩）だけは逆にかつての「宿敵」である旧幕臣出身の県令を派遣して成功を収め、その後の地方行政における長州閥の発言力を確固たるものとした。なお、この制限は文官任用制度が確立した1885年（明治18年）頃まで続いた。
同県人の知事起用
- 1872年（明治5年）まで：静岡県、鳥取県、岡山県、徳島県、佐賀県
- 1873年（明治6年）まで：熊本県
- 1875年（明治8年）まで：京都府
- 1876年（明治9年）まで：高知県
- 1877年（明治10年）まで：鹿児島県

## 続く改革
廃藩置県は平安時代後期以来続いてきた特定の領主がその領地・所領を支配するという土地支配のあり方を根本的に否定・変革するものであり、「明治維新における最大の改革」と言えるものであった。
だが、大隈が建議した「全国一致之政体」の確立までにはまだ多くの法制整備が必要であった。その事業は、同年11月12日（12月23日）から明治6年（1873年）9月13日まで岩倉使節団の外遊中に明治政府を率いた留守政府に託された。留守政府の元で徴兵令（海陸警備ノ制）・学制（教令率育ノ道）・司法改革（審理刑罰ノ法）・地租改正（理財会計ノ方）といった新しい制度が行われていくことになった。
廃藩置県が急速に行われた最も重大な理由は軍制の統一および財政の健全化であった。このうち軍制については、藩の軍事組織を解体し、徴兵令によって軍を再編成することによって統一が図られた。財政面では、廃藩置県直後の新政府の歳出のうち、37%が華士族への秩禄であった。その大部分を占める士族に関しては徴兵令によって家禄の根拠を失わせ、さらに秩禄処分によって華士族の秩禄を完全に廃止することで財政の改善が図られた。
士族の大部分が近代統一国家の建設を支持していたこと、旧藩主階級を身分的かつ経済的に厚遇し東京に移住させて藩士たちと切り離したことで、改革への抵抗は抑えられた。版籍奉還の直後に旧藩主である知藩事の家禄は旧藩全体収入の10分の1とされ、かつ華族とされていた。また、版籍奉還により、旧藩主が藩知事の任命権を自発的に天皇に奉還していたことも、論理的に藩主の抵抗を難しくしていた。

## 旧藩債務の問題
廃藩置県により、旧藩の債務および家禄は全て新政府の責任となった。
既に江戸時代中期頃から各藩ともに深刻な財政難を抱えており、大坂などの有力商人からいわゆる「大名貸」を受けたり領民から御用金を徴収するなどして辛うじてしのいでいた。各藩とも藩政改革を推進してその打開を図ったが、黒船来航以来の政治的緊張と戊辰戦争への出兵によって多額の財政出費を余儀なくされて、廃藩置県を前に自ら領土の返上を申し出て実際に解体される藩が狭山藩、大溝藩、鞠山藩、吉井藩、盛岡藩、長岡藩、福本藩、高須藩など続出する状況であった。また、幕末維新期には多くの藩で貨幣の贋造が行われ、外交問題に発展していた。
これに加えて、各藩が出していた藩札の回収・処理を行って全国一律の貨幣制度を実現する必要性もあった。
藩札の合計は3909万円、（藩札を除く）藩債の合計は当時の歳入の倍に相当する7413万円（=両）にも達していた。
新政府は藩債を3種類に分割した。すなわち、
1. 明治元年（1868年）以後の債務については公債を交付しその元金を3年間据え置いた上で年4%の利息を付けて25年賦にて新政府が責任をもって返済する（新公債）
2. 弘化年間（1844年〜1847年）以後の債務は無利息公債を交付して50年賦で返済する（旧公債）
3. そして天保年間以前の債務については江戸幕府が天保14年（1843年）に棄捐令（無利子年賦返済令）を発令したことを口実に一切これを継承せずに無効とする（事実上の徳政令）

というものであった。
藩札は、廃藩時の時価によって政府の紙幣と交換された。藩債のうち外交問題になりえる外債は、元利償却分を除いて全て現金で償還された。藩以外の旗本・御家人などの個人債務は償還対象外とされた。朝敵となった江戸幕府による債務は発生時期を問わずに、外国債分を除いて全て無効とされた。また、維新後に新立あるいは再立が認められた朝敵藩の負債は新立・再立以後の負債のみが引き継がれ、それ以前のものは無効とされた。
その結果、届出額の半額以上が無効を宣言されて総額で3486万円（うち、新公債1282万円、旧公債1122万円、少額債務などを理由に現金支払等で処理されたものが1082万円）が新政府の名によって返済されることになった（藩債処分）。新公債は、西南戦争の年を除けば毎年償還され、1896年までに予定通り全額が償還された。旧公債も、予定通り1921年に償還を完了した。
藩債の大半は天保以前からの大名貸しが繰り延べられて来たものであり、ことごとく無効とされた。例えば有名な薩摩藩の調所広郷による「無利子250年分割払い」は35年間の支払いを以って無効とされた。
一般に江戸時代の金利は高く、例えば薩摩藩の250年分割以前の平均金利は16%に達していた。貸し手の商人達から見れば大名貸は元金返済の見込みは薄い一種の不良債権であったが、名目上は資産として認められ、金利収入は大きく、社会的な地位ともなりえたが、この処分によってその全てが貸し倒れ状態になり商人の中にはそのまま破産に追い込まれる者も続出した。幕臣相手の債権を所有していた札差は瓦解した。
江戸よりも幕府による制約が少ない大坂に資金調達先が求められていた為に大名貸の商人が江戸より多くいた大坂は経済的に大打撃を受ける事となった。また、日本経済の中心であった大坂は中心的地位から転落する要因となった。ただし、大坂商人の苦境には、幕末以来の銀の価値低下により、銀本位制に傾いていた大坂における銀資産の価値低下も影響している。
一方で、旧藩主やその家臣は全ての債務を免責された上、中には廃藩直前に藩札を増刷し債務として届け出て私腹を肥やした者もいたと言われている。

## 廃藩置県当初に設置された県
明治4年7月14日（1871年8月29日）に廃藩置県が実施された当初、府県名は都市名（府県庁所在地）を付けたものであるが特に旧幕府・旗本領や旧中小藩を引き継いだ県では府県庁所在地周辺よりも多くの飛地を遠隔地に持つ所が少なくない。以下の地方区分は、府県庁所在地によるものである。太字は廃藩置県以前から存在した府県。

### 北海道地方
- 渡島国 ： 館県

### 東北地方
- 陸奥国 ： 弘前県、黒石県、斗南県、七戸県、八戸県
- 陸中国 ： 盛岡県、一関県、江刺県、胆沢県
- 陸前国 ： 仙台県、登米県
- 磐城国 ： 角田県、中村県、磐城平県、湯長谷県、泉県、三春県、棚倉県、白河県
- 岩代国 ： 二本松県、福島県、若松県
- 羽後国 ： 秋田県、岩崎県、本荘県、亀田県、矢島県、松嶺県
- 羽前国 ： 大泉県、新庄県、天童県、山形県、上山県、米沢県

### 関東地方(首都圏のうち甲斐除く)
- 常陸国 ： 松岡県、水戸県、宍戸県、笠間県、下館県、下妻県、麻生県、石岡県、土浦県、志筑県、牛久県、若森県、松川県、龍ヶ崎県
- 下総国 ： 多古県、小見川県、高岡県、結城県、古河県、関宿県、佐倉県、生実県、葛飾県、曾我野県
- 上総国 ： 菊間県、鶴牧県、鶴舞県、桜井県、久留里県、飯野県、小久保県、佐貫県、松尾県、一宮県、大多喜県、宮谷県
- 安房国 ： 長尾県、花房県、館山県、加知山県
- 下野国 ： 宇都宮県、大田原県、黒羽県、烏山県、茂木県、壬生県、吹上県、佐野県、足利県、日光県
- 上野国 ： 館林県、七日市県、小幡県、安中県、沼田県、前橋県、高崎県、伊勢崎県、岩鼻県
- 武蔵国 ： 川越県、忍県、岩槻県、浦和県、小菅県、東京府、品川県、神奈川県、六浦県
- 相模国 ： 小田原県、荻野山中県

### 北信越・東海地方
- 佐渡国 ： 佐渡県
- 越後国 ： 村上県、三日市県、黒川県、新発田県、村松県、峰岡県、新潟県、柏崎県、与板県、椎谷県、高田県、清崎県
- 越中国 ： 富山県
- 加賀国・能登国 ： 金沢県、大聖寺県
- 越前国 ： 丸岡県、福井県、勝山県、大野県、本保県、鯖江県
- 若狭国 ： 小浜県
- 甲斐国 ： 甲府県
- 信濃国 ： 岩村田県、小諸県、上田県、松代県、須坂県、飯山県、長野県、伊那県、高島県、高遠県、飯田県、松本県
- 飛騨国 ： 高山県
- 美濃国 ： 野村県、大垣県、高富県、郡上県、岩村県、苗木県、加納県、今尾県、笠松県
- 伊豆国 ： 韮山県
- 駿河国 ： 静岡県
- 遠江国 ： 堀江県
- 三河国 ： 田原県、豊橋県、半原県、西大平県、岡崎県、挙母県、西尾県、西端県、刈谷県、重原県
- 尾張国 ： 名古屋県、犬山県

### 近畿地方(関西地方)
- 近江国 ： 宮川県、彦根県、山上県、朝日山県、西大路県、水口県、膳所県、大津県
- 山城国 ： 京都府、淀県
- 丹波国 ： 亀岡県、園部県、綾部県、山家県、福知山県、篠山県、柏原県
- 丹後国 ： 舞鶴県、宮津県、峰山県、久美浜県
- 但馬国 ： 生野県、出石県、豊岡県、村岡県
- 河内国 ： 丹南県
- 和泉国 ： 堺県、伯太県、岸和田県、吉見県
- 摂津国 ： 高槻県、麻田県、大阪府、兵庫県、尼崎県、三田県
- 播磨国 ： 姫路県、明石県、小野県、三草県、龍野県、林田県、赤穂県、安志県、山崎県、三日月県
- 大和国 ： 柳生県、郡山県、小泉県、柳本県、芝村県、田原本県、高取県、櫛羅県、奈良県、五條県
- 紀伊国 ： 和歌山県、田辺県、新宮県
- 伊勢国 ： 長島県、桑名県、菰野県、亀山県、神戸県、津県、久居県、度会県
- 志摩国 ： 鳥羽県

### 中国地方
- 因幡国・伯耆国 ： 鳥取県
- 出雲国 ： 松江県、母里県、広瀬県
- 石見国・隠岐国 ： 浜田県
- 美作国 ： 津山県、鶴田県、真島県
- 備前国 ： 岡山県
- 備中国 ： 倉敷県、鴨方県、生坂県、庭瀬県、足守県、浅尾県、岡田県、高梁県、成羽県、新見県
- 備後国 ： 福山県
- 安芸国 ： 広島県
- 周防国 ： 山口県、岩国県
- 長門国 ： 清末県、豊浦県

### 四国地方
- 阿波国・淡路国 ： 徳島県
- 讃岐国 ： 高松県、丸亀県
- 伊予国 ： 西条県、小松県、今治県、松山県、新谷県、大洲県、吉田県、宇和島県
- 土佐国 ： 高知県

### 九州地方
- 筑前国 ： 福岡県、秋月県
- 筑後国 ： 久留米県、柳川県、三池県
- 肥前国・壱岐国 ： 唐津県、鹿島県、小城県、蓮池県、佐賀県、平戸県、福江県、大村県、島原県、長崎県
- 対馬国 ： 厳原県
- 肥後国 ： 人吉県、熊本県、
- 豊前国 ： 豊津県、千束県、中津県
- 豊後国 ： 日出県、府内県、佐伯県、臼杵県、岡県、森県、日田県、杵築県
- 日向国 ： 延岡県、高鍋県、佐土原県、飫肥県
- 薩摩国 ・ 大隅国 ： 鹿児島県

## 第1次府県統合
明治4年10月28日（1871年12月10日）から11月22日（1872年1月2日）に行われた第1次府県統合によって、各府県の管轄区域は国・郡を単位とする一円的な領域に再編された。
以下、9月に先行して実施された統合を除いて、法令全書所収の太政官布告により明治4年（1871年）末の段階の府県とそのエリアを示す（布告日は旧暦）。ただし太政官布告に記載されたエリアと実際のエリアには若干の異同があり、飛地領の管轄に対する指示も日付が前後している部分がある。また合併の期日も、資料によってはこれと異なるものもある。

### 先行する統合
廃藩置県から第1次府県統合までの約4箇月の間にも、一部で統合が進められている。
- 明治4年9月4日（1871年10月17日）佐賀県（第1次）と厳原県を統合して県庁を移転し伊万里県に。
  - 第1次府県統合では周辺の4県も統合する形で新たな伊万里県になっている。
- 明治4年9月5日（1871年10月18日）館県・弘前県・黒石県・斗南県・七戸県・八戸県を弘前県に統合。
  - 明治4年9月23日（1871年11月5日）に県庁を移転して青森県に改称、第1次府県統合はこれを追認する形になっている。

### 群馬県
明治4年10月28日（1871年12月10日）布告。
- 群馬県 - 上野国のうち利根郡・吾妻郡・勢多郡・群馬郡・碓氷郡・那波郡・甘楽郡・佐位郡・片岡郡・多胡郡・緑野郡
  - 佐野県（勢多郡・緑野郡）、岩槻県（那波郡・勢多郡）、松嶺県、泉県、淀県（それぞれ勢多郡）の各飛地領が群馬県に編入。また、上野国各藩の飛地領を当分の間は群馬県が管轄。

### 姫路県・豊岡県
明治4年11月2日（1871年12月13日）布告。
- 豊岡県 - 丹後国一円、但馬国一円、丹波国のうち多紀郡・氷上郡・天田郡
- 姫路県 - 播磨国一円

### 北海・東北地方
明治4年11月2日（1871年12月13日）布告。
- 青森県 - 陸奥国一円、松前（渡島国のうち福島郡・津軽郡・檜山郡・爾志郡）
  - 松前4郡（福島・津軽・檜山・爾志）は明治5年9月23日（1872年10月7日）に開拓使へ移管
- 盛岡県 - 陸中国のうち閉伊郡・和賀郡・稗貫郡・紫波郡・岩手郡・九戸郡
- 一関県 - 陸前国のうち本吉郡・登米郡・栗原郡・玉造郡・気仙郡、陸中国のうち胆沢郡・江刺郡・磐井郡
- 仙台県 - 磐城国のうち宇多郡（一部）・亘理郡・伊具郡・苅田郡（刈田郡）、陸前国のうち牡鹿郡・桃生郡・遠田郡・志田郡・賀美郡（加美郡）・黒川郡・宮城郡・名取郡・柴田郡
- 平県 - 磐城国のうち宇多郡（一部）・行方郡・標葉郡・田村郡・磐城郡・石川郡・白川郡・磐前郡
- 二本松県 - 磐城国のうち白河郡、岩代国のうち信夫郡・安達郡・安積郡・岩瀬郡・伊達郡
- 若松県 - 岩代国のうち会津郡・耶麻郡・大沼郡・河沼郡
  - 実際には越後国蒲原郡のうち旧会津藩領の区域（後の東蒲原郡）も管轄した。
- 秋田県 - 陸中国のうち鹿角郡、羽後国のうち平鹿郡・雄勝郡・仙北郡・由利郡・川辺郡（河辺郡）・秋田郡・山本郡
- 酒田県 - 羽前国のうち田川郡、羽後国のうち飽海郡
- 山形県 - 羽前国のうち村山郡・置賜郡（一部）・最上郡
- 置賜県 - 羽前国のうち置賜郡（一部）

### 関東地方・伊豆
明治4年11月14日（1871年12月25日）布告。すでに県の設置を終えている群馬県を除く。
- 茨城県 - 常陸国のうち多賀郡・久慈郡・那賀郡（那珂郡）・茨城郡・真壁郡
  - 元下館県管轄の河内国古市郡・石川郡の飛地領も当面の間は管轄。
  - 豊岡県（元峰山県）管轄の常陸国真壁郡、淀県管轄の常陸国真壁郡の飛地領を編入。
- 新治県 - 常陸国のうち新治郡・筑波郡・河内郡・信太郡・行方郡・鹿島郡、下総国のうち香取郡・匝瑳郡・海上郡
  - 群馬県（元前橋県）管轄の常陸国河内郡・筑波郡、同（元安中県）管轄の下総国香取郡・海上郡、同（元高崎県）管轄の下総国海上郡、額田県（元西端県）管轄の下総国香取郡・匝瑳郡、淀県管轄の下総国香取郡、津県管轄の下総国香取郡の飛地領を編入。
- 印旛県 - 下総国のうち結城郡・猿島郡・葛飾郡・相馬郡・岡田郡・豊田郡・千葉郡・埴生郡・印旛郡
  - 元古河県管轄の美作国久米南条郡、摂津国島下郡・兎原郡・西成郡・住吉郡の飛地領も当面の間は管轄。
  - 豊岡県（元峰山県）管轄の下総国猿島郡、淀県管轄の下総国相馬郡・印旛郡・埴生郡の飛地領を編入。
- 木更津県 - 安房国一円、上総国一円
  - 元鶴牧県管轄の丹波国船井郡、元加知山県管轄の越前国敦賀郡の飛地領も当面の間は管轄。
  - 額田県（元西端県）管轄の上総国武射郡、同（元豊橋県）管轄の同望陀郡、吉見県管轄の上総国望陀郡の飛地領を編入。
- 宇都宮県 - 下野国のうち芳賀郡・塩谷郡・那須郡・河内郡
  - 秋田県管轄の下野国河内郡の飛地領を編入。
- 栃木県 - 下野国のうち足利郡・簗田郡（梁田郡）・寒川郡・安蘇郡・都賀郡、上野国のうち邑楽郡・新田郡・山田郡
  - 元館林県管轄の河内国八上郡・丹南郡・丹北郡、元壬生県管轄の大和国葛下郡、元佐野県管轄の近江国滋賀郡、元吹上県管轄の伊勢国三重郡・河曲郡・多芸郡の飛地領も当面の間は管轄。
  - 群馬県（元前橋県）管轄の上野国邑楽郡・新田郡・山田郡、同下野国安蘇郡・足利郡、同（元岩鼻県）管轄の上野国新田郡・山田郡、秋田県管轄の下野国都賀郡、額田県（元西端県）管轄の上野国邑楽郡・新田郡、同下野国安蘇郡、同（元半原県）管轄の上野国新田郡、彦根県管轄の下野国安蘇郡、高富県管轄の下野国足利郡、丹南県管轄の下野国足利郡の飛地領を編入。
- 入間県 - 武蔵国のうち横見郡・入間郡・秩父郡・男衾郡・大里郡・榛沢郡・賀美郡・幡羅郡・比企郡・新座郡・那賀郡・児玉郡・高麗郡・多摩郡（一部）
  - 太政官布告では多摩郡を入間県と東京府に分けて管轄するものとしているが、東多摩郡（後の豊多摩郡の一部）が東京府の管轄となり、残りの区域（後の西多摩郡・南多摩郡・北多摩郡）は翌年に入間県から神奈川県の管轄となった。
  - 元川越県管轄の近江国甲賀郡・蒲生郡・野洲郡・高島郡の飛地領も当面の間は管轄。
  - 群馬県（元前橋県）管轄の武蔵国入間郡・高麗郡・秩父郡・大里郡・比企郡・榛沢郡・那賀郡・児玉郡・多摩郡、同（元岩鼻県）管轄の同賀美郡・秩父郡・幡羅郡・榛沢郡・那賀郡・児玉郡、同（元高崎県）管轄の同新座郡、額田県（元西端県）管轄の武蔵国多摩郡、同（元半原県）管轄の同榛沢郡の飛地領を編入。
- 埼玉県 - 武蔵国のうち埼玉郡・葛飾郡（一部）・足立郡（一部）
  - 元忍県管轄の伊勢国員弁郡・朝明郡・三重郡の飛地領も当面の間は管轄。
  - 群馬県（元前橋県）管轄の武蔵国埼玉郡、泉県管轄の武蔵国埼玉郡の飛地領を編入。
- 東京府 - 武蔵国のうち荏原郡・豊島郡・多摩郡（一部）・足立郡（一部）・葛飾郡（一部）
  - 東京府 - 彦根県管轄の武蔵国荏原郡・多摩郡の飛地領を編入。
- 神奈川県 - 相模国のうち三浦郡・鎌倉郡、武蔵国のうち橘樹郡・久良岐郡・都筑郡
- 足柄県 - 相模国のうち足柄上郡・足柄下郡・高座郡・愛甲郡・淘綾郡・津久井郡、伊豆国一円
  - 太政官布告では高座郡を足柄県管轄としているが、実際には神奈川県の管轄とされた。
  - 額田県（元西端県）管轄の伊豆国田方郡・加茂郡、同（元西大平県）管轄の相模国高座郡の飛地領を編入。

### 九州地方
明治4年11月14日（1871年12月25日）布告。
- 小倉県 - 豊前国一円
- 大分県 - 豊後国一円
- 福岡県 - 筑前国一円
- 三潴県 - 筑後国一円
- 伊万里県 - 肥前国のうち松浦郡（一部）・藤津郡・杵島郡・佐賀郡・神崎郡（神埼郡）・三根郡・養父郡・基肄郡、対馬国一円
- 長崎県 - 肥前国のうち彼杵郡・高来郡・松浦郡（一部）、壱岐国一円
- 熊本県 - 肥後国のうち玉名郡・山鹿郡・菊池郡・山本郡・阿蘇郡・託摩郡（託麻郡）・飽田郡・合志郡・上益城郡
- 八代県 - 肥後国のうち下益城郡・宇土郡・球磨郡・葦北郡・八代郡・天草郡
- 美々津県 - 日向国のうち那珂郡（一部）・宮崎郡（一部）・諸県郡（一部）・児湯郡・臼杵郡
- 都城県 - 日向国のうち那珂郡（一部）・宮崎郡（一部）・諸県郡（一部）、大隅国のうち菱刈郡・桑原郡・姶良郡・囎唹郡・肝属郡・大隅郡
- 鹿児島県 - 大隅国のうち熊毛郡・馭謨郡、薩摩国一円、ほか琉球国

### 四国地方
明治4年11月15日（1871年12月26日）布告。
- 名東県 - 阿波国一円、淡路国一円（ただし、津名郡は5日後に兵庫県に編入された）
- 香川県 - 讃岐国一円
- 松山県 - 伊予国のうち宇摩郡・野間郡・新居郡・周布郡・桑村郡・越智郡・風早郡・和気郡・久米郡・温泉郡・伊予郡
- 宇和島県 - 伊予国のうち宇和郡・喜多郡・浮穴郡
- 高知県 - 土佐国一円

### 中国地方
明治4年11月15日（1871年12月26日）布告。
- 鳥取県 - 因幡国一円、伯耆国一円
- 島根県 - 出雲国一円、隠岐国一円
- 浜田県 - 石見国一円
- 北条県 - 美作国一円
  - 元津山県管轄の讃岐国小豆島の飛地領も当面の間は管轄。
- 岡山県 - 備前国一円
- 深津県 - 備中国一円、備後国のうち沼隈郡・深津郡・安那郡・品治郡・蘆田郡・神石郡
  - 元岡田県管轄の摂津国豊島郡、同河内国高安郡、同美濃国池田郡、元浅尾県管轄の河内国大県郡、同摂津国八部郡の飛地領も当面の間は管轄。
- 広島県 - 安芸国一円、備後国のうち御調郡・世羅郡・三谿郡・三上郡・奴可郡・甲怒郡（甲奴郡）・三次郡・恵蘇郡
- 山口県 - 周防国一円、長門国一円

### 東海地方東部
明治4年11月15日（1871年12月26日）布告。
- 静岡県 - 駿河国一円
- 浜松県 - 遠江国一円
- 額田県 - 三河国一円、尾張国のうち知多郡
  - 元挙母県管轄の美作国久米北条郡、元西大平県管轄の相摸国高座郡、元西端県管轄の上総国武射郡、同下総国匝瑳郡・香取郡、同伊豆国田方郡・加茂郡、同上野国新田郡・邑楽郡、同下野国安蘇郡、同武蔵国多摩郡、元西尾県管轄の越前国丹生郡・南条郡・阪井郡、同安房国平郡、元半原県管轄の武蔵国榛沢郡、同摂津国豊島郡・川辺郡・能勢郡・有馬郡、同上野国新田郡、同丹波国何鹿郡、元豊橋県管轄の近江国浅井郡・伊香郡・高島郡、同上総国望陀郡の飛地領も当面の間は管轄。

### 北陸・甲信越地方
明治4年11月20日（1871年12月31日）布告。
- 相川県 - 佐渡国一円
- 新潟県 - 越後国のうち蒲原郡・岩船郡
- 柏崎県 - 越後国のうち頸城郡・古志郡・魚沼郡・苅羽郡（刈羽郡）・三島郡
- 新川県 - 越中国のうち礪波郡・新川郡・婦負郡
- 七尾県 - 能登国一円、越中国のうち射水郡
- 金沢県 - 加賀国一円
- 福井県 - 越前国のうち足羽郡・吉田郡・丹生郡・阪井郡（坂井郡）・大野郡
- 敦賀県 - 若狭国一円、越前国のうち今立郡・南条郡・敦賀郡
- 山梨県 - 甲斐国一円
- 長野県 - 信濃国のうち埴科郡・高井郡・水内郡・佐久郡・更科郡（更級郡）・小県郡
- 筑摩県 - 飛騨国一円、信濃国のうち筑摩郡・伊那郡・諏訪郡・安曇郡

### 大阪府・兵庫県
明治4年11月20日（1871年12月31日）布告。
- 大阪府 - 摂津国のうち島上郡・島下郡・豊島郡・能勢郡・西成郡・東成郡・住吉郡
  - 元高槻県管轄の丹波国桑田郡の飛地領も当面の間は管轄。
- 兵庫県 - 摂津国のうち八部郡・兎原郡（菟原郡）・武庫郡・川辺郡・有馬郡
  - 元兵庫県管轄の淡路国津名郡の飛地領も当面の間は管轄とされたが、実際には正式に管轄。

### 東海地方西部、近畿地方（大阪・兵庫除く）
明治4年11月22日（1872年1月2日）布告。
- 和歌山県 - 紀伊国のうち伊都郡・那賀郡・海部郡・有田郡・日高郡・牟婁郡（一部）
- 長浜県 - 近江国のうち神崎郡・愛知郡・犬上郡・坂田郡・浅井郡・伊香郡
- 大津県 - 近江国のうち高島郡・滋賀郡・栗田郡（栗太郡）・野洲郡・甲賀郡・蒲生郡
- 京都府 - 山城国一円、丹波国のうち船井郡・何鹿郡・桑田郡
- 堺県 - 河内国一円、和泉国一円
- 奈良県 - 大和国一円
- 安濃津県 - 伊賀国一円、伊勢国のうち安濃郡・鈴鹿郡・河曲郡・三重郡・桑名郡・員弁郡・朝明郡
- 渡会県（度会県） - 志摩国一円、伊勢国のうち多気郡・度会郡・飯野郡・飯高郡・一志郡、紀伊国のうち牟婁郡（一部）
- 名古屋県 - 尾張国のうち春日井郡・愛知郡・葉栗郡・海東郡・海西郡・丹羽郡・中島郡
  - 元名古屋県管轄の信濃国伊那郡の飛地領も当面の間は管轄。
- 岐阜県 - 美濃国一円
  - 元郡上県管轄の越前国南条郡・丹生郡・大野郡の飛地領も当面の間は管轄。

### 府県の配列
明治4年12月27日（1872年2月14日）付の太政官布告による府県の配列は、以下の通りである。
- 1 - 7（三大都市、開港地）：東京府、京都府、大阪府、神奈川県、兵庫県、長崎県、新潟県
- 8 - 17（関東地方）：埼玉県、入間県、足柄県、木更津県、印旛県、新治県、茨城県、群馬県、橡木（栃木）県、宇都宮県
- 18 - 21（近畿地方）：奈良県、堺県、安濃津県、度会県
- 22 - 31（東海・甲信地方）：名古屋県、額田県、浜松県、静岡県、山梨県、大津県、長浜県、岐阜県、筑摩県、長野県
- 32 - 42（東北地方）：仙台県、福島県、磐前県、若松県、一関県、盛岡県、青森県、山形県、置賜県、酒田県、秋田県
- 43 - 49（北陸地方）：敦賀県、福井県、金沢県、七尾県、新川県、柏崎県、相川県
- 50 - 53 （山陰地方）：豊岡県、鳥取県、島根県、浜田県
- 54 - 59 （山陽地方）：飾磨県、北条県、岡山県、深津県、広島県、山口県
- 60 - 65 （和歌山・四国地方）：和歌山県、名東県、香川県、松山県、宇和島県、高知県
- 66 - 75 （九州地方）：福岡県、三潴県、小倉県、大分県、伊万里県、熊本県、八代県、都城県、美々津県、鹿児島県

## 第1次府県統合から第2次府県統合までの異動
以下の節ではカッコ内が新しい県の名称を示す。

### 県庁移転を伴わない改称
都市名で命名されていた旧藩名から郡名等への改称。第1次府県統合当初から統合前の県名（旧藩名）を継承しなかった例と併せて、賞罰的県名説の論拠となっている。改称の経緯が明らかになっているいくつかの事例では、「人心一新」などを求める県側から太政官への上申に基づく処置である。
- 明治4年（1871年）
  - 11月9日（12月20日） - 姫路県（飾磨県）
  - 11月29日（1872年1月9日） - 平県（磐前県）
  - 12月20日（1872年2月8日） - 福井県（足羽県）
- 明治5年（1872年）
  - 1月8日（2月16日） - 仙台県（宮城県）、盛岡県（岩手県）
  - 1月19日（2月27日） - 大津県（滋賀県）
  - 2月9日（3月17日） - 松山県（石鉄県）
  - 4月2日（5月8日） - 名古屋県（愛知県）
  - 6月14日（7月19日） - 熊本県（白川県）※明治8年再改称
  - 6月23日（7月28日） - 宇和島県（神山県）
- 明治8年（1875年）
  - 12月10日 - 白川県（熊本県）

### 県庁移転を伴う改称
改称が移転に先行していたり、移転予定が実現しなかったりした例もある。なお、第1次府県統合の約2箇月前に合併した弘前県における県庁移転も、便宜的にここへ記載する。
- 明治4年（1871年）
  - 9月23日（11月5日） - 弘前県（青森県）
  - 11月14日（12月25日） - 二本松県（福島県）
  - 12月13日（1872年1月22日） - 一関県（水沢県）※明治8年再改称
- 明治5年（1872年）
  - 2月2日（3月10日） - 金沢県（石川県）
  - 2月27日（4月4日） - 長浜県（犬上県）
  - 3月17日（4月24日） - 安濃津県（三重県）
  - 5月29日（7月4日） - 伊万里県（佐賀県）
  - 6月5日（7月10日） - 深津県（小田県）
- 明治8年（1875年）
  - 8月31日 - 酒田県（鶴岡県）
  - 11月22日 - 水沢県（磐井県）

### 統合
愛媛県のみ石鉄県の県庁を継承（編入と同時に改称したと考えることも可能）、他は新たな県庁へ移転。
- 明治6年（1873年）
  - 1月15日 - 美々津県・都城県（宮崎県）
  - 2月20日 - 石鉄県・神山県（愛媛県）
  - 6月15日 - 印旛県・木更津県（千葉県）、群馬県・入間県（熊谷県）

### 編入
- 明治5年（1872年）
  - 9月28日（10月30日） - 犬上県（滋賀県）
  - 11月27日（12月27日） - 額田県（愛知県）
- 明治6年（1873年）
  - 1月14日 - 足羽県（敦賀県）
  - 1月15日 - 八代県（白川県）
  - 2月20日 - 香川県（名東県）※明治8年（1875年）再分立
  - 6月10日 - 柏崎県（新潟県）
  - 6月15日 - 宇都宮県（栃木県）
- 明治8年（1875年）12月20日 - 小田県（岡山県）

### 分割編入
- 明治5年9月27日（1872年10月29日） - 七尾県のうち能登国（石川県）、越中国（新川県）
- 明治8年（1875年）5月7日 - 新治県のうち下総国（千葉県）、常陸国（茨城県）

### 分立
- 明治5年9月14日（1872年10月16日） - 鹿児島県のうち琉球諸島（琉球藩）※琉球処分
- 明治8年（1875年）9月5日 - 名東県のうち讃岐国（香川県）※明治6年に編入されていた

### 境界変更
- 明治4年12月17日（1872年1月26日） - 島根県のうち隠岐国（鳥取県）
- 明治5年（1872年）
  - 5月15日（6月20日） - 都城県のうち大隅国菱刈郡・姶良郡および桑原郡栗野郷・横川郷（鹿児島県）、美々津県のうち日向国諸県郡須木郷・野尻郷および小林郷のうち東方村（都城県）
  - 8月17日（9月19日） - 佐賀県のうち対馬国（長崎県）
  - 9月20日（10月22日） - 青森県のうち渡島国（開拓使）
- 明治6年（1873年）1月15日 - 都城県のうち大隅国（鹿児島県）
- 明治8年（1875年）5月7日 - 千葉県のうち下総国結城郡・猿島郡・岡田郡・豊田郡および相馬郡・葛飾郡の各一部[注釈 2]（茨城県）

## 第2次府県統合
すべて明治9年（1876年）。この統合で発足した県の中には、後に分立した例も多い（次節参照）。明治9年の改正は「難治県の排除」「政費節減」といった統治上の必要が先行したものであり、地方税をめぐる内部対立が明治10年以降の分県要望に繋がっていった。

### 編入
- 4月18日 - 相川県（新潟県）、新川県（石川県）、度会県（三重県）、奈良県（堺県）、浜田県（島根県）、北条県（岡山県）、小倉県（福岡県）、佐賀県（三潴県）
- 8月21日 - 若松県（福島県）、置賜県・鶴岡県（山形県）、熊谷県（埼玉県）、浜松県（静岡県）、飾磨県（兵庫県）、鳥取県（島根県）、香川県（愛媛県）、名東県（高知県）、宮崎県（鹿児島県）

### 分割編入
- 4月18日
  - 磐井県のうち陸中国（岩手県）、陸前国（宮城県）
  - 足柄県のうち相模国（神奈川県）、伊豆国（静岡県）
- 8月21日
  - 磐前県のうち磐城国刈田郡・伊具郡・亘理郡（宮城県）、残部（福島県）
  - 筑摩県のうち信濃国（長野県）、飛騨国（岐阜県）
  - 敦賀県のうち若狭国および越前国敦賀郡（滋賀県）、残部（石川県）
  - 豊岡県のうち丹後国および丹波国天田郡（京都府）、但馬国および丹波国氷上郡・多紀郡（兵庫県）
  - 三潴県のうち筑後国（福岡県）、肥前国（長崎県）

### 分立
- 8月21日 - 熊谷県のうち上野国（群馬県）

### 境界変更
- 4月18日 - 宮城県のうち磐城国（磐前県）、岡山県のうち備後国（広島県）
- 5月24日 - 三潴県のうち肥前国杵島郡および松浦郡の一部[注釈 3]（長崎県）
- 5月25日 - 青森県のうち陸奥国二戸郡、宮城県のうち陸前国気仙郡（岩手県）
- 6月21日 - 三潴県のうち肥前国藤津郡（長崎県）
- 8月21日 - 栃木県のうち上野国（群馬県）、千葉県のうち下総国葛飾郡の一部[注釈 4]（埼玉県）、名東県のうち淡路国（兵庫県）、福岡県のうち豊前国下毛郡・中津郡（大分県）

## 第2次府県統合以降の異動
徳島藩、越前藩、鳥取藩、佐賀藩、高松藩など、他県に編入された旧藩の領地での独立運動による分立、また大阪府と奈良県、石川県と富山県など道路建設と水害対策のいずれに予算を優先的に配分するかをめぐっての対立による分立が多い。

### 編入
- 明治14年（1881年）2月7日 - 堺県（大阪府）

### 分立
- 明治13年（1880年）3月2日 - 高知県のうち阿波国（徳島県）
- 明治14年（1881年）
  - 2月7日 - 石川県のうち越前国（福井県）
  - 9月12日 - 島根県のうち因幡国・伯耆国（鳥取県）
- 明治16年（1883年）5月9日 - 石川県のうち越中国（富山県）、長崎県のうち肥前国藤津郡・杵島郡・佐賀郡・神埼郡・三根郡・養父郡・基肄郡および松浦郡の一部[注釈 3]（佐賀県）、鹿児島県のうち日向国[注釈 5]（宮崎県）
- 明治20年（1887年）11月4日 - 大阪府のうち大和国（奈良県）※大和国は明治14年に堺県から編入
- 明治21年（1888年）12月3日 - 愛媛県のうち讃岐国（香川県）

### 境界変更
- 明治11年（1878年）1月11日 - 静岡県のうち伊豆諸島（東京府）
- 明治14年（1881年）2月7日 - 滋賀県のうち若狭国・越前国（福井県）
- 明治20年（1887年）5月25日 - 福島県のうち越後国東蒲原郡（新潟県）
- 明治26年（1893年）4月1日 - 神奈川県のうち武蔵国南多摩郡・北多摩郡・西多摩郡（東京府）

### その他の異動
- 明治12年（1879年）3月27日[38] - 琉球藩を廃止して沖縄県を設置。なお、太政官布告は同年4月4日付けで出されている[39]。
- 明治15年（1882年）2月8日 - 開拓使を廃止して札幌県・函館県・根室県を設置
- 明治19年（1886年）1月26日 - 札幌県・函館県・根室県を廃止して北海道庁を設置